# Ole Vig Jensen
Ole Vig Jensen, född 17 maj 1936 i Frederikssund, död 22 mars 2016 i Holbæk, var en dansk politiker (Det Radikale Venstre) och statsråd. Han var folketingsledamot 1971-1973 och 1978-1998.

## Biografi
Jensen var son till försteläraren Olaf Vig Jensen och Kamilla Jensen. Familjen bodde på skolan där Jensens far arbetade. Hemmet var politiskt, då fadern var ordförande av Lejres sockenstämma. Enligt Ole Vig Jensen själv ska den radikala utbildningsministern Jørgen Jørgensen ha varit en stor politisk inspirationskälla för honom. Efter realexamen läste han några terminer på folkhögskola (1954-1955 och 1956-1957) innan han studerade på Koldings lärarseminarium (1958-1962).

## Politisk karriär
Jensens politiska karriär började i Store-Tåstrups sockenstämma, där han var ledamot (1966-1968). Han blev sedan partiets ordförande i Vestsjællands Amt (1967-1972) och ledamot i Tølløse kommunfullmäktige (1968-1980). I den senare var han bl.a. ordförande i socialnämnden och vice borgmästare (1975-1980). Från 1968 var han ledamot i partistyrelsen och från 1974 även ledamot i det verkställande utskottet. Han blev invald i Folketinget 1971 och har bl.a. varit vice gruppordförande i partigruppen (1979-1988), ledamot i jordbruksutskottet (1979-1984), vice ordförande i utbildningsutskottet (1979-1982) och FN-delegat 1983. Han var en av de drivande krafterna bakom det 10-punktsprogram angående vuxenutbildning och folkbildning som antogs av Folketinget 1984.

### Kulturminister
Jensen var kulturminister i Poul Schlüters tredje ministär 1988-1990. Han ingick även i regeringens samordningskansli under denna period. Under hans ledning genomfördes bl.a. reformer inom vuxenutbildningen, däribland att vuxna med kort utbildning erbjöds studiestöd för studier utöver arbetstiden. Dessutom fick kommunerna ansvaret för det offentliga stödet till folkbildning. Jensen lämnade regeringen i samband med att Det Radikale Venstre lämnade regeringssamarbetet 1990.

### Utbildningsminister
I samband med att Socialdemokratiet bildade regering tillsammans med bl.a. Det Radikale Venstre 1993 utsågs Jensen till utbildningsminister. Han stod bl.a. bakom 1993 års skolreform, som bl.a. innebar fler undervisningstimmar, obligatoriska projektarbeten i de nionde och tionde årskurserna som komplement till avgångsproven, att undervisningen i engelska tidigarelades och att nivågruppering av elever av skaffades i de högre årskurserna. Det blev även möjligt att undervisa tvärvetenskapligt inom och mellan skolämnena. Han stod också bakom en reform av de vidaregående utbildningarna, där den nya skolformen Den Fri Ungdomsuddannelse infördes. Denna utbildning innebar att främst skoltrötta och mindre motiverade elever, istället för att gå ett gymnasieprogram, skulle kunna utforma sin utbildning på egen hand genom att välja vilka kurser/ämnen dessa ville läsa.
Jensen stod också bakom den kontroversiella Tvindloven 1996, som innebar att 32 skolor inom kollektivet Tvindrörelsen fråntogs rätten till statsstöd efter att det kommit fram att Tvind hade förskingrat pengar. Denna särlagstiftning ogiltigförklarades och upphävdes av Højesteret 1999. Från 1996 var han även kyrkominister.

## Poster efter den politiska karriären
Efter sin avgång som minister och folketingsledamot 1998 var han direktör för Dansk Oplysnings Forbund (1998-2007). 

## Övriga förtroendeposter
- Förbundsordförande av Frit Oplysningsforbund (1969-1978)
- Styrelseledamot i Holbæk Amts Venstreblad (1969-1988, varav som ordförande 1975-1988)
- Ordförande av Højskolernes Sekretariat (1980-1988)
- Styrelseledamot av Udviklingscenter for Folkeoplysning og Voksenundervisning (1984-1988)
- Styrelseordförande av Holbæk Amts Venstreblads Støttefond af 1984 (1985-1988)